# コルトン・カウザー
コルトン・デール・カウザー（Colton Dale Cowser, 2000年3月20日 - ）は、アメリカ合衆国テキサス州ヒューストン出身のプロ野球選手（外野手）。右投左打。MLBのボルチモア・オリオールズ所属。

## 経歴

### プロ入り前
サイプレス・ランチ高等学校ではタイ・マッデンとチームメイトであった。2018年のMLBドラフトで指名がなかったため、サム・ヒューストン州立大学へ進学した。
大学1年目の2019年は56試合に出場して打率.361、7本塁打、54打点の成績を記録し、同年行われた日米大学野球選手権大会のアメリカ合衆国代表に選出された。
2年目の2020年はシーズン開幕前にゴールデンスパイク賞の受賞候補に選出された。この年は14試合に出場したが、新型コロナウイルスの影響でシーズンが打ち切られた。
3年目の2021年は55試合に出場して打率.374、16本塁打、52打点の成績を記録した。

### プロ入りとオリオールズ時代
2021年のMLBドラフト1巡目（全体5位）でボルチモア・オリオールズから指名されプロ入り。契約金は490万ドル。契約後はルーキー級フロリダ・コンプレックスリーグ（FCL）のFCLオリオールズで7試合、A級デルマーバ・ショアバーズで25試合の計32試合に出場し、打率.375、2本塁打、34打点を記録した。
2022年はA+級アバディーン・アイアンバーズで開幕を迎え、6月下旬にAA級ボウイ・ベイソックス、8月下旬にAAA級ノーフォーク・タイズに昇格した。3チーム合計で138試合に出場し、打率.278、19本塁打、66打点、18盗塁を記録した。
2023年はAAA級ノーフォークで56試合に出場して打率.330、10本塁打、40打点という好成績を記録し、7月5日にメジャー契約を結んでアクティブ・ロースター入りを果たした。同日のニューヨーク・ヤンキース戦で「7番・左翼」で先発出場してメジャーデビューし、6回に初安打・初打点を記録した。
2024年は左翼手のレギュラーに定着したが、10月2日のアメリカンリーグ・ワイルドカード・シリーズ第2戦のカンザスシティ・ロイヤルズ戦で左手を骨折し、10月15日に手術を受けた。レギュラーシーズンでは打率.242、24本塁打、69打点を記録し、ア・リーグ新人王の最終候補者3名に選ばれたが、ルイス・ヒールに僅差で敗れた。

## 詳細情報

### 年度別打撃成績
| 年 度    | 球 団    | 試 合 | 打 席 | 打 数 | 得 点 | 安 打 | 二 塁 打 | 三 塁 打 | 本 塁 打 | 塁 打 | 打 点 | 盗 塁 | 盗 塁 死 | 犠 打 | 犠 飛 | 四 球 | 敬 遠 | 死 球 | 三 振 | 併 殺 打 | 打 率 | 出 塁 率 | 長 打 率 | O P S |
| -------- | -------- | ----- | ----- | ----- | ----- | ----- | -------- | -------- | -------- | ----- | ----- | ----- | -------- | ----- | ----- | ----- | ----- | ----- | ----- | -------- | ----- | -------- | -------- | ----- |
| 2023     | BAL      | 26    | 77    | 61    | 15    | 7     | 2        | 0        | 0        | 9     | 4     | 1     | 0        | 0     | 1     | 13    | 0     | 2     | 22    | 1        | .115  | .286     | .148     | .434  |
| 2024     | BAL      | 153   | 561   | 499   | 77    | 121   | 24       | 3        | 24       | 223   | 69    | 9     | 4        | 0     | 3     | 52    | 2     | 7     | 172   | 9        | .242  | .321     | .447     | .768  |
| MLB：2年 | MLB：2年 | 179   | 638   | 560   | 92    | 128   | 26       | 3        | 24       | 232   | 73    | 10    | 4        | 0     | 4     | 65    | 2     | 9     | 194   | 10       | .229  | .317     | .414     | .731  |

- 2024年度シーズン終了時

### 年度別守備成績
| 年 度 | 球 団 | 左翼（LF） | 左翼（LF） | 左翼（LF） | 左翼（LF） | 左翼（LF） | 左翼（LF） | 中堅（CF） | 中堅（CF） | 中堅（CF） | 中堅（CF） | 中堅（CF） | 中堅（CF） | 右翼（RF） | 右翼（RF） | 右翼（RF） | 右翼（RF） | 右翼（RF） | 右翼（RF） |
| 年 度 | 球 団 | 試 合      | 刺 殺      | 補 殺      | 失 策      | 併 殺      | 守 備 率   | 試 合      | 刺 殺      | 補 殺      | 失 策      | 併 殺      | 守 備 率   | 試 合      | 刺 殺      | 補 殺      | 失 策      | 併 殺      | 守 備 率   |
| ----- | ----- | ---------- | ---------- | ---------- | ---------- | ---------- | ---------- | ---------- | ---------- | ---------- | ---------- | ---------- | ---------- | ---------- | ---------- | ---------- | ---------- | ---------- | ---------- |
| 2023  | BAL   | 7          | 11         | 1          | 0          | 0          | 1.000      | 10         | 22         | 1          | 0          | 0          | 1.000      | 12         | 7          | 0          | 1          | 0          | .875       |
| 2024  | BAL   | 109        | 202        | 2          | 1          | 0          | .995       | 45         | 89         | 0          | 0          | 0          | 1.000      | 20         | 17         | 1          | 0          | 0          | 1.000      |
| MLB   | MLB   | 116        | 213        | 3          | 1          | 0          | .995       | 55         | 111        | 1          | 0          | 0          | 1.000      | 32         | 24         | 1          | 1          | 0          | .962       |

- 2024年度シーズン終了時

### 表彰
- ルーキー・オブ・ザ・マンス：1回（2024年4月）

### 代表歴
- 2019年 第43回日米大学野球選手権大会アメリカ合衆国代表

### 背番号
- 17（2023年 - ）